# Micro-région de Kisbér
La micro-région de Kisbér (en hongrois : kisbéri kistérség) est une micro-région statistique hongroise rassemblant plusieurs localités autour de Kisbér.